# François Marie Bruno d'Agay
Pour les articles homonymes, voir Agay (homonymie).
François Marie Bruno d'Agay, né en 1722 et mort en 1805, fut un intendant de justice, police et finance français de l'Ancien Régime.

## Biographie
François Marie Bruno d’Agay descend d'une famille franc-comtoise anoblie au XVe siècle et éteinte au XIXe siècle. Il était le fils d'Antoine Philibert d'Agay, président à mortier au Parlement de Franche-Comté à Besançon. Dès 1749, il était nommé avocat général près cette cour souveraine, et maître des requêtes en 1759. Il fut comte de Mutigney en 1766 et seigneur de Villey.
Président au Grand Conseil (1764-1767), il fut nommé intendant de Bretagne à Rennes (1767-1770) grâce à la protection de Choiseul. Dans cette fonction, il ne cessa de rechercher des compromis avec le Parlement de Bretagne, au risque de l'encourager dans son opposition au pouvoir royal.
Il fut ensuite nommé intendant de Picardie à Amiens, (novembre 1771-18 août 1790). Membre honoraire, ès qualités, de l'Académie des Sciences, Belles Lettres et Arts d'Amiens, d'Agay y joua un rôle actif, prenant part à des discussions sur la vaccine, les paratonnerres ou les améliorations concernant l’agriculture et l’industrie et prononçant, en séance publique, des discours sur L’utilité des Sciences et des Arts (1774) et sur Les avantages de la navigation intérieure (1782).
Gravure d'Agay, sur papier, d'après Etienne Chevalier, 20 x 17 cm à Gray, musée Baron-Martin.

## Famille
Il épouse en 1750 Anne Charlotte Le Bas du Plessis (1729-1802), fille de Nicolas Le Bas du Plessis et de Charlotte Françoise Rossignol: 
- Philippe Charles Bruno d'Agay (1754-1818), comte d’Agay et maître des requêtes, épouse en 1786 Catherine Geneviève Philippine Jourdan (1769-1802), fille de Bernard-René Jourdan de Launay dernier gouverneur de la Bastille , et sa seconde épouse, Geneviève Thérèse Le Boursier;
- Anne Charlotte Joséphine d'Agay, épouse en 1772 à Amiens, Philibert Louis Maurice de Renouard, comte de Villayer, marquis de Sainte-Croix;

- Marguerite Françoise Nicole d'Agay, épouse en 1776 Pierre-Charles Laurent de Villedeuil (1742-1828), intendant de la généralité de Rouen  (1785-1787) contrôleur général des finances (3 mai -28 août 1787), secrétaire d'État à la Maison du Roi (1788)[2].